# Alexander Karim
Ally Kimbugwe Karim (født 26. maj 1976 i Uppsala), bedre kendt som Alexander Karim, er en svensk skuespiller. Han har medvirket i over 60 film og tv-serier, der blandt andet inkluderer Det som ingen ved (2008), Zero Dark Thirty (2012) og Ægte mennesker.
I 2018 blev han nomineret til Kristallen for sin rolle i tv-serien Advokaten.

## Privatliv
Karims forældre er fra Uganda. Han er gift og har tre børn.
Karim har to brødre.

## Udvalgt filmografi
- Fyra kvinnor (2001)
- Capricciosa (2003)
- Om Sara (2005)
- Gerningstedet (tv-serie, 2006)
- Det som ingen ved (2008)
- Endelig midsommer (2009)
- Varg Veum (tv-serie, 2011)
- Johan Falk (filmserie, 2012)
- Zero Dark Thirty (2012)
- 42 (2013, ukrediteret)
- Ægte mennesker (tv-serie, 2013-2014)
- Lev stærkt (2014)
- Jönssonligan - Den perfekta stöten (2015)
- Advokaten (tv-serie, 2018-2020)
- Bryllup, begravelse og dåb (tv-serie, 2019-2020)
- Tynd Is (tv-serie, 2020)
- Lykkebugten (tv-serie, 2020)
- Bryllup, begravelse og dåb - filmen (2021)
- The Swarm (tv-serie, 2023)
- Young Woman and the Sea (2024)
- Gladiator 2 (2024)
- Før mørket (2025)